# Див (митологија)
Див (старословенска ријеч), горостас, оријаш. Милан Вујаклија у Лексикону страних речи и израза појам џин (ар. ријеч) објашњава и са ријечју див. Ријеч див је задржала свој изворни смисао тако да и данас означава изузетно високог и крупног човјека. Одржала се и у неким тoпонимима а и српским презименима.

## Поријекло ријечи
Ријеч див је старословенског поријекла. Сродна је иранском дев, индијском дева, староњемачком див, латинском дивус – божанство.

## Див у српској митологији
Петар. Ж. Петровић каже:
»Див је митски горостас, човек огромне снаге и узраста: обичног човека држи на длану, лопатом га пребацује преко велике реке; баца топуз под облаке, па га дочекује рукама; својим дахом претура ћосаву децу, а куће руши и разноси као перушине. Има једно око на челу или на врху главе, густе обрве као шума и магични камен на врху главе, а корак му је велик колико пут од сахат хода... Дивове рађају виле са народним јунацима. Они су дволични и често глупи, па зато брзо наседају.«